# Leopoldamys milleti
Leopoldamys milleti — вид пацюків (Rattini) з південно-східної Азії.

## Морфологічна характеристика
Довжина голови й тулуба від 210 до 280 мм, довжина хвоста від 290 до 360 мм, довжина лапи від 46 до 54 мм, довжина вуха від 29 до 33 мм. Шерсть коротка і гладка. Верх темно-бурий, інтенсивніший вздовж спини і жовтувато-бурий з боків. Черевні частини білі. Лінія поділу вздовж боків чітка. Вуха великі. Зовнішні частини ніг темно-сірувато-коричневі, лапи темні, пальці світліші. Хвіст значно довший за голову й тулуб, верхня частина темна, нижня світла.

## Поширення й екологія
Цей вид обмежується високогір'ям Лангбія в регіоні Далат на півдні В'єтнаму. Межі поширення виду лишаються невирішеними. Це велика наземна всеїдна тварина, яка живе в гірських лісах, у т. ч. вторинних.

## Загрози й охорона
Для цього виду немає серйозних загроз. Його ареал перекривається декількома заповідними територіями, включаючи природні заповідники Бі Дуп-Нуй Ба і Чу Ян Сін і Рунг Тонг Далат.